# Під гаєм (заповідне урочище)
Під Га́єм — заповідне урочище в Україні. Об'єкт природно-заповідного фонду Івано-Франківської області.
Розташоване в межах Долинської міської громади Калуського району Івано-Франківської області, на схід від села Рахиня.
Площа 2,6 га. Статус надано згідно з рішенням облвиконкому від 17.05.1983 року № 166. Перебуває у віданні Рахинянської сільської ради.
Статус надано для збереження природного комплексу в межах заболоченої ділянки, вкритої вільшаником та чагарниками.